# Drama burgès
El drama burgès, gènere seriós o comèdia seriosa és un gènere teatral que apareix al segle xviii com a nova aposta enfront de la tragèdia i la comèdia, els gèneres que predominaven als teatres oficials europeus, presentant-se com un gènere intermedi a aquests. És característic del segle xviii.
Als anys vint i trenta del segle xix, el drama romàntic va revolucionar el drama de fins aleshores, inclòs el drama burgès, com a mínim pel que fa a la temàtica i la forma.